# 가미노야마정
가미노야마정(上山町)은 야마가타현 미나미무라야마군에 설치되었던 촌이다.